# سیارک ۱۰۹۲۹
سیارک ۱۰۹۲۹ (به انگلیسی: 10929 Chenfangyun، نامگذاری:1998CF1) ده هزار و نهصد و بیست و نهمین سیارک کشف شده‌است که در ۱ فوریه ۱۹۹۸ کشف شد.
قدر مطلق سیارک برابر ۳۰.۹ است.